# Ивенак
Ивенак (њем. Ivenack) јесте општина у њемачкој савезној држави Мекленбург-Западна Померанија. Једно је од 69 општинских средишта округа Демин. Према процјени из 2010. у општини је живјело 911 становника. Посједује регионалну шифру (AGS) 13052038.

## Географски и демографски подаци
Ивенак се налази у савезној држави Мекленбург-Западна Померанија у округу Демин. Општина се налази на надморској висини од 53 метра. Површина општине износи 39,6 km². У самом мјесту је, према процјени из 2010. године, живјело 911 становника. Просјечна густина становништва износи 23 становника/km².

## Међународна сарадња
| Мјесто | Држава    | Врста сарадње | Од    |
| ------ | --------- | ------------- | ----- |
| Силале | Литванија | партнерство   | 1994. |
| Извор  |           |               |       |